# Héritage des Celtes
Héritage des Celtes was een Franse muziekensemble dat Keltische muziek bracht.

## Biografie
De groep werd in 1993 opgericht ter ere van het zeventigjarig bestaan van het Festival de Cornouaille; een festival dat de Bretonse cultuur viert. De bekende gitarist Dan Ar Braz werd gevraagd het festival dat jaar af te sluiten, en liet voor de gelegenheid 70 muzikanten met Keltische roots samenwerken. De act was zo'n succes dat het een platencontract aangeboden kreeg. In 1994 wordt een eerste album uitgebracht. Twee jaar later worden Dan Ar Braz en Héritage des Celtes gevraagd Frankrijk te vertegenwoordigen op het Eurovisiesongfestival 1996, dat gehouden werd in de Noorse hoofdstad Oslo. Met het nummer Diwanit bugale, dat in het Bretons vertolkt werd en daarmee de eerste Franse inzending die niet in het Frans gezongen werd, eindigde het gezelschap op de negentiende plaats. Ondanks het teleurstellende resultaat houdt het succes aan. Zowel in 1996 als in 1998 wint Héritage des Celtes de prijs voor beste album in de traditionele muziek tijdens de Victoires de la musique. In 2000 besluit het ensemble uiteen te gaan. In de Bretonse havenstad Lorient wordt een afscheidsconcert gegeven in het Stade du Moustoir voor 20.000 toeschouwers. Af en toe treedt Héritage des Celtes toch nog aan voor speciale concerten, zoals in 2002, toen men in het Stade de France over twee avonden speelde voor in totaal 90.000 mensen.
1956: Mathé Altéry + Dany Dauberson · 
1957: Paule Desjardins · 
1958: André Claveau · 
1959: Jean Philippe · 
1960: Jacqueline Boyer · 
1961: Jean-Paul Mauric · 
1962: Isabelle Aubret · 
1963: Alain Barrière · 
1964: Rachel · 
1965: Guy Mardel · 
1966: Dominique Walter · 
1967: Noëlle Cordier · 
1968: Isabelle Aubret · 
1969: Frida Boccara · 
1970: Guy Bonnet · 
1971: Serge Lama · 
1972: Betty Mars · 
1973: Martine Clémenceau · 
1975: Nicole Rieu · 
1976: Catherine Ferry · 
1977: Marie Myriam · 
1978: Joël Prévost · 
1979: Anne-Marie David · 
1980: Profil · 
1981: Jean Gabilou · 
1983: Guy Bonnet · 
1984: Annick Thoumazeau · 
1985: Roger Bens · 
1986: Cocktail Chic · 
1987: Christine Minier · 
1988: Gérard Lenorman · 
1989: Nathalie Pâque · 
1990: Joëlle Ursull · 
1991: Amina · 
1992: Kali · 
1993: Patrick Fiori · 
1994: Nina Morato · 
1995: Nathalie Santamaria · 
1996: Dan Ar Braz & Héritage des Celtes · 
1997: Fanny · 
1998: Marie Line · 
1999: Nayah · 
2000: Sofia Mestari · 
2001: Natasha Saint-Pier · 
2002: Sandrine François · 
2003: Louisa Baïleche · 
2004: Jonatan Cerrada · 
2005: Ortal · 
2006: Virginie Pouchain · 
2007: Les Fatals Picards · 
2008: Sébastien Tellier · 
2009: Patricia Kaas · 
2010: Jessy Matador · 
2011: Amaury Vassili · 
2012: Anggun · 
2013: Amandine Bourgeois · 
2014: Twin Twin · 
2015: Lisa Angell · 
2016: Amir · 
2017: Alma · 
2018: Madame Monsieur · 
2019: Bilal Hassani · 
2021: Barbara Pravi · 
2022: Alvan & Ahez · 
2023: La Zarra · 
2024: Slimane · 
2025: Louane